# Crataraea myrmecophila

Crataraea myrmecophila (лат.) — вид коротконадкрылых жуков из подсемейства Aleocharinae. Китай. Мирмекофилы.

## Распространение
Встречается в провинции Цинхай, Daban Shan, на высоте 2340 м (запад центральной части Китая).

## Описание
Мелкие коротконадкрылые жуки, длина тела 2,7 — 3,6 мм. Окраска: голова от черновато-коричневой до чёрной; переднеспинка и надкрылья коричневые до темно-коричневых, последние с задней пришовной частью часто несколько светлее; брюшко темно-бурое, с красноватыми задними краями сегментов; ноги и усики темно-желтоватые. Голова слабо поперечная; пунктировка редкая и чрезвычайно мелкая, едва заметная. Глаза слабовыпуклые, чуть короче заглазничной области при виде сверху. Надкрылья примерно такой же длины, как и переднеспинка; пунктировка гораздо более отчётливая, чем на голове и переднеспинке. Задние крылья полностью развиты. Метатарсомер I немного длиннее общей длины II и III. Брюшко уже надкрылий; пунктировка умеренно густая и умеренно мелкая, на VII—VIII тергитах довольно разреженная; тергиты III-V спереди неглубоко вдавлены; задний край VII тергита с каймой; задний край VIII тергита у обоих полов слабовыпуклый. Экземпляры были отсеяны исключительно из гнёзд муравьёв Formica chinensis в смешанном лесу на высоте около 2340 м. Тот факт, что вид был обнаружен в нескольких муравейниках, но отсутствовал в просеянных образцах опавших листьев в той же местности, свидетельствует о том, что он действительно связан с муравьями, а не был случайным гостем. Сходен с видом Crataraea suturalis. Вид был впервые описан в 2014 году канадскими энтомологами